# John Greig
Pour les articles homonymes, voir Greig.
John Greig est un footballeur et entraîneur écossais né le 11 septembre 1942 à Édimbourg, qui évoluait au poste de défenseur central aux Glasgow Rangers et en Équipe d'Écosse. Il fit toute sa carrière aux Glasgow Rangers avec une polyvalence qui lui permit de connaître quasiment tous les postes.
Greig a marqué trois buts lors de ses quarante-quatre sélections avec l'équipe d'Écosse entre 1964 et 1971. Il fait partie du Rangers FC Hall of Fame et du Scottish Football Hall of Fame, intronisé lors de son inauguration en 2004.

## Biographie

### Carrière de joueur
John Greig est l'un des plus grands footballeurs de l'histoire de l'Écosse. Capitaine de l'équipe nationale, il fut aussi celui des Glasgow Rangers, club auquel il a lié son destin toute sa carrière comme joueur (1961-1978), entraîneur (1978-1983) et à divers postes dans l'équipe dirigeante (1990-Présent).
Il est le recordman des apparitions sous le maillot des Rangers en championnat (496) et le recordman mondial des triplés domestiques (Championnat - Coupe - Coupe de la ligue, 3 fois).
Il a été décoré Membre de Ordre de l'Empire britannique en 1977 et désigné plus grand joueur des Rangers de tous les temps en 1999. Il fait également partie du Scottish Sports Hall of Fame.

#### Parcours
- 1961-1978 : Glasgow Rangers

#### Palmarès
- Coupe d'Europe des Vainqueurs de Coupe (1) : 1972
- Championnat d'Écosse (5) : 1963, 1964, 1975, 1976, 1978
- Coupe d'Écosse (6) : 1962, 1963, 1964, 1966, 1973, 1976, 1978
- Coupe de la Ligue écossaise (4) : 1964, 1965, 1976, 1978
- Footballeur écossais de l'année (2) : 1966, 1976

### Carrière d'entraîneur

#### Parcours
- 1978-1983 : Glasgow Rangers

#### Palmarès
- Coupe d'Écosse (2) : 1979, 1981
- Coupe de la Ligue écossaise (2) : 1979, 1982